# Maria Angelina Dukaina Palaiologina

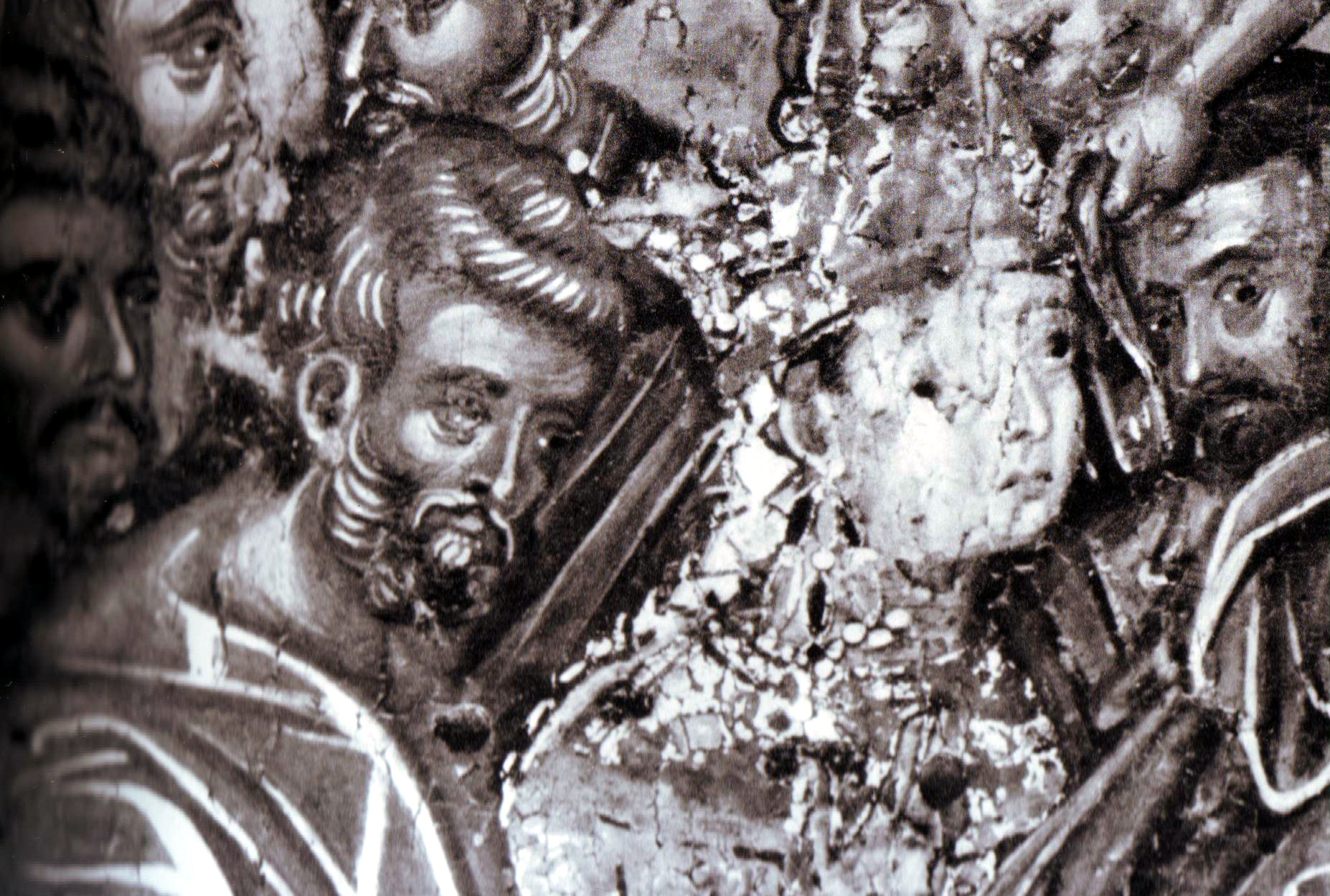
Thomas und seine Ehefrau Maria. Detail einer Ikone im Kloster der Verklärung in Meteora

Maria Angelina Dukaina Palaiologina, auch bekannt als Marija Angelina Nemanjić (griechisch: Μαρία Αγγελίνα Δούκαινα Παλαιολογίνα, serbisches kyrillisch: Марија Ангелина Немањић), * um 1350; † 28. Dezember 1394, war von 1384 bis 1385 Basilissa (= Kaiserin, Königin) des Despotats Epirus, die ihren ermordeten Ehemann Thomas Preljubović beerbte.

## Leben
Maria war eine Tochter des selbsternannten Kaisers Simeon Uroš, dem Halbbruder des Kaisers Stefan Uroš IV. Dušan von Serbien aus der Nemanjić-Dynastie und seiner Ehefrau Thomais Orsini. Ihr Großvater mütterlicherseits war Giovanni II. Orsini von Epirus. 1366 heiratete Maria Thomas Preljubović, der von ihrem Vater zum Regenten von Ioannina ernannt wurde. Sie war bei ihren Untertanen beliebt, wurde aber offenbar von ihrem Ehemann misshandelt und war vermutlich an seiner Ermordung am 23. Dezember 1384 beteiligt.
Das Volk Ionninas erkannte Maria als Herrscherin an. Sie benutzte den Titel Basilissa, die weibliche Form von Basileus. Sie rief ihren Bruder Jovan Uroš Dukas Palaiologos (der zu dieser Zeit als Mönch unter dem Namen Joasaph lebte) an ihren Hof, damit er sie bei den Staatsangelegenheiten beriet. Er schlug ihr vor, Esau de’ Buondelmonti, einen florentinischen Adligen, der 1379 von Thomas gefangen wurde, zu heiraten. Maria heiratete Esau im Februar 1385 und starb vermutlich kinderlos am 28. Dezember 1394.